# Высшая лига Казахстана по баскетболу среди женщин 2015/2016
Высшая лига Казахстана по баскетболу 2015/2016 — является первым сезоном Высшей лиги национальной федерации баскетбола Казахстана.

## Участники
| Клуб                               | Город    | Стадион                               | Вмест. | Гл. тренер           | Легионеры                                               |
| ---------------------------------- | -------- | ------------------------------------- | ------ | -------------------- | ------------------------------------------------------- |
| Актау                              | Актау    | СК «Каспий»                           | 350    | Баграт Аракелян      | -                                                       |
| Астана                             | Астана   | Велотрек «Сарыарка»                   | 9 270  | Азамат Кабдылкаримов | -                                                       |
| КазМКПУ                            | Алматы   | СК «Достык»                           | 1 500  | Олег Рукасов         | -                                                       |
| Сборная Акмолинской области        | Кокшетау | СК ОСДЮШОР №3                         | 1 500  | Татьяна Волкова      | Ирина Басалык Санья Орозович Ольга Полёва Дарья Панасюк |
| Сборная Южно-Казахстанской области | Шымкент  | Спортзал стадиона им. Х. Мунайтпасова | 1 500  | Марат Андакул        | -                                                       |

## Турнирная таблица
| Место | Команда                                      | Игры | Поб | Пор | Забито | Пропущено | +/-  | Очки |
| ----- | -------------------------------------------- | ---- | --- | --- | ------ | --------- | ---- | ---- |
| 1     | Сборная Акмолинской области (Кокшетау)       | 16   | 15  | 1   | 1215   | 754       | +461 | 31   |
| 2     | Астана (Астана)                              | 16   | 13  | 3   | 1107   | 721       | +386 | 29   |
| 3     | Актау (Актау)                                | 16   | 6   | 10  | 973    | 1152      | −179 | 22   |
| 4     | КазМКПУ (Алматы)                             | 16   | 4   | 12  | 856    | 1098      | −242 | 20   |
| 5     | Сборная Южно-Казахстанской области (Шымкент) | 16   | 2   | 14  | 801    | 1227      | −426 | 18   |